# Boccaccio (cráter)
Boccaccio es un cráter de impacto de 151,95 km de diámetro del planeta Mercurio. Debe su nombre al poeta y escritor italiano Giovanni Boccaccio (1313-1375), y su nombre fue aprobado por la  Unión Astronómica Internacional en 1976.